# Матриця Гессенберга
У лінійній алгебрі, матриця Гессенберга — це такий тип квадратної матриці, що «майже» трикутний. Щоб бути точним, верхня матриця Гессенберга має нульові елементи нижче першої піддіагоналі, а нижня матриця Гессенберга має нульові елементи вище першої наддіагоналі. Вони названі на честь Карла Гессенберга.
Наприклад:
{\displaystyle {\begin{bmatrix}1&4&2&3\\3&4&1&7\\0&2&3&4\\0&0&1&3\\\end{bmatrix}}}
є верхньою матрицею Гессенберга і
{\displaystyle {\begin{bmatrix}1&2&0&0\\5&2&3&0\\3&4&3&7\\5&6&1&1\\\end{bmatrix}}}
— нижньою.

## Комп'ютерне програмування
Багато алгоритмів лінійної алгебри потребують значно менше ресурсів для обчислення у разі застосування до трикутних матриць, і це часто відбувається і з матрицями Гессенберга. Якщо обмеження задачі не дозволяють звести до трикутною форми, то можна спробувати звести до форми Гессенберга. 

## Властивості
Добуток матриці Гессенберга з трикутною матрицею є матрицею Гессенберга. Точніше, якщо A є верхньою матрицею Гессенберга, а T є верхньою трикутною матрицею, тоді AT і TA будуть верхніми матрицями Гессенберга.
Якщо матриця одночасно верхня і нижня Гессенберга, тоді вона тридіагональна матриця.